# Discografia de The All-American Rejects
A discografia de The All-American Rejects, banda norte-americana, consiste em quatro álbuns de estúdio, oito extended plays, dois álbuns de vídeo e treze singles oficiais.

## Álbuns de estúdio
| Ano                                                 | Álbum | Melhor Posição nas Paradas | Melhor Posição nas Paradas | Melhor Posição nas Paradas | Melhor Posição nas Paradas | Melhor Posição nas Paradas | Melhor Posição nas Paradas | Melhor Posição nas Paradas | Melhor Posição nas Paradas | Melhor Posição nas Paradas | Certificação                               |
| Ano                                                 | Álbum | US                         | US Indie                   | US Heat.                   | AUS                        | GER                        | IRE                        | JPN                        | NZ                         | UK                         | Certificação                               |
| --------------------------------------------------- | --- | -------------------------- | -------------------------- | -------------------------- | -------------------------- | -------------------------- | -------------------------- | -------------------------- | -------------------------- | -------------------------- | ------------------------------------------ |
| 2003                                                | The All-American Rejects - Lançamento: 4 de Fevereiro de 2003 - Gravadora: DreamWorks (14035) - Formatos: CD, Download, LP   | 25                         | 9                          | 8                          | —                          | —                          | —                          | 86                         | —                          | 50                         | - CAN: Ouro - US: Platina                  |
| 2006                                                | Move Along - Lançamento: 12 de Julho de 2005 - Gravadora: Interscope (4791) - Formatos: CD, Download, LP                     | 6                          | —                          | —                          | —                          | —                          | —                          | 204                        | 31                         | 45                         | - CAN: Platina - US: 2× Platina - UK: Ouro |
| 2008                                                | When the World Comes Down - Lançamento: 16 de Dezembro de 2008 - Gravadora: DGC / Interscope (8927) - Formatos: CD, Download | 15                         | —                          | —                          | 35                         | 35                         | 81                         | 100                        | 19                         | 48                         | - EUA Ouro                                 |
| 2012                                                | Kids in the Street - Lançamento: 27 de Março de 2012 - Gravadora: DGC / Interscope - Formatos: CD, download                  | 18                         | —                          | —                          | 65                         | —                          | 87                         | 120                        | —                          | 34                         |                                            |
| "—" Denota lançamentos que não entraram nas paradas | |                            |                            |                            |                            |                            |                            |                            |                            |                            |                                            |

## Singles
| 2003                                                | "Swing, Swing"        | 60  | —  | 8  | 17 | —  | —  | —  | 13 |                           | The All-American Rejects  |
| 2003                                                | "The Last Song"       | —   | —  | 29 | —  | —  | —  | —  | 69 |                           | The All-American Rejects  |
| 2003                                                | "Time Stands Still"   | —   | —  | —  | —  | —  | —  | —  | —  |                           | The All-American Rejects  |
| 2003                                                | "My Paper Heart"      | —   | —  | —  | —  | —  | —  | —  | —  |                           | The All-American Rejects  |
| 2005                                                | "Dirty Little Secret" | 9   | 4  | —  | 4  | 73 | 47 | —  | 18 | - US: Platina             | Move Along                |
| 2006                                                | "Move Along"          | 15  | 12 | —  | 9  | 73 | —  | —  | 42 |                           | Move Along                |
| 2006                                                | "Top of the World"    | —   | —  | —  | —  | —  | —  | —  | —  |                           | Move Along                |
| 2006                                                | "It Ends Tonight"     | 8   | 7  | —  | 8  | 52 | —  | 39 | 66 |                           | Move Along                |
| 2008                                                | "Gives You Hell"      | 4   | 2  | 25 | 1  | 3  | 16 | 18 | 18 | - AUS: Platina - NZ: Ouro | When the World Comes Down |
| 2009                                                | "The Wind Blows"      | 113 | 56 | —  | 34 | —  | —  | —  | —  |                           | When the World Comes Down |
| 2009                                                | "I Wanna"             | 92  | X  | —  | 28 | 15 | —  | —  | 84 | - AUS: Ouro               | When the World Comes Down |
| 2009                                                | "Real World"          | —   | X  | —  | —  | —  | —  | —  | —  |                           | When the World Comes Down |
| "—" Denota lançamentos que não entraram nas paradas |                       |     |    |    |    |    |    |    |    |                           |                           |

## Extended Plays
| Ano  | EP |
| ---- | --- |
| 2001 | Same Girl, New Songs - Lançamento: Verão de 2001 - Gravadora: Independente - Formatos: CD                                           |
| 2005 | The Bite Back EP - Lançamento: 13 de Dezembro de 2005 - Gravadora: Interscope (9879726) - Formatos: Download                        |
| 2008 | The All-American Rejects Soundcheck Vol. 1 - Lançamento: 16 de Dezembro de 2008 - Gravadora: Interscope - Formatos: Download        |
| 2009 | Gives You Hell: The Remixes - Lançamento: 3 de Fevereiro de 2009 - Gravadora: DGC / Interscope (1797000) - Formatos: CD, Download   |
| 2009 | The All-American Rejects Soundcheck Vol. 2 - Lançamento: 10 de Fevereiro de 2009 - Gravadora: DGC / Interscope - Formatos: Download |
| 2009 | The Wind Blows: The Remixes - Lançamento: 2 de Junho de 2009 - Gravadora: DGC / Interscope - Formatos: Download                     |
| 2009 | Rhapsody Originals - Lançamento: 2 de Junho de 2009 - Gravadora: DGC / Interscope - Formatos: Download                              |
| 2009 | I Wanna: The Remixes - Lançamento: 11 de Agosto de 2009 - Gravadora: DGC / Interscope - Formatos: Download                          |

## Álbuns de Vídeo
| Ano                                                 | DVD | Melhor Posição nas Paradas | Melhor Posição nas Paradas | Certificação |
| Ano                                                 | DVD | US Top Music Video         | US Comp Music Videos       | Certificação |
| --------------------------------------------------- | --- | -------------------------- | -------------------------- | ------------ |
| 2003                                                | Live from Oklahoma... The Too Bad for Hell DVD! - Lançamento: 30 de Setembro de 2003 - Gravadora: DreamWorks (4505043) - Formatos: DVD | —                          | —                          | - US: Ouro   |
| 2007                                                | Tournado - Lançamento: 17 de Julho de 2007 - Gravadora: Interscope - Formatos: DVD                                                     | 7                          | 7                          |              |
| "—" Denota lançamentos que não entraram nas paradas | |                            |                            |              |